# Antonci (Grožnjan)
Pour les articles homonymes, voir Antonci.
Antonci (en italien : Antonzi) est une localité de Croatie située en Istrie, dans la municipalité de Grožnjan, dans le comitat d'Istrie. En 2001, la localité comptait 67 habitants.

## Démographie
| 1948 | 1953 | 1961 | 1971 | 1981 | 1991 | 2001 |
| ---- | ---- | ---- | ---- | ---- | ---- | ---- |
| 199  | 196  | 131  | 115  | 94   | 73   | 67   |